# Els Barrufets. El poble amagat
Els Barrufets. El poble amagat és una pel·lícula d'aventures, de comèdia i d'animació per ordinador que s'estrenà el 2017 i que està produïda per Sony Pictures Animation i animada per Sony Pictures Imageworks. Està basada en els còmics Els Barrufets, creats per l'artista belga Peyo. És una pel·lícula sense cap relació amb les pel·lícules de sèries d'acció i animades de Sony. El guió és de Stacey Harman i Pamela Ribon, i està dirigida per Kelly Asbury. S'ha doblat i subtitulat al català.
Les veus principals són: Demi Lovato com a la Barrufeta, Mandy Patinkin com el Gran Barrufet, Jack McBrayer com el Barrufet poca-traça, Danny Pudi com el Barrufet de les ulleres, Joe Manganiello com el Barrufet Forçut, i Rainn Wilson com a Gargamel. A la història, un mapa misteriós incita la Barrufeta, el Barrufet de les ulleres, el Barrufet poca-traça i el Barrufet Forçut a trobar un poble perdut, habitat per Barrutempesta (veu per Michelle Rodriguez), SmurfBlossom (Ellie Kemper), SmurfLily (Ariel Hivern), SmurfWillow (Julia Roberts), i molts més, abans que hi arribi Gargamel. La pel·lícula va estar disponible, finalment, el 7 d'abril del 2017.

## Argument
La Barrufeta estava tornant al poble quan es topa amb una criatura similar a ella en el Bosc Prohibit que deixa caure un mapa misteriós. Més endavant, emprenen l'aventura amb el barrufet intel·ligent, el forçut i el maldestre per trobar el Poble Amagat abans que ho faci el malvat bruixot, Gargamel.

## Producció
El 10 de maig del 2012, només dues setmanes després que anunciessin la producció d'Els Barrufets 2, Sony Picture Animation i Columbia Pictures ja desenvolupaven el guió d'Els Barrufets 3 amb els autors Karey Kirkpatrick i Chris Poche. Hank Azaria, que va fer el paper de Gargamel en les dues primeres pel·lícules, va revelar que la tercera pel·lícula "de fet podria tractar sobre l'origen veritable de com tots aquests personatges van trobar el camí de retorn." A diferència de les dues primeres pel·lícules híbrides d'acció/animació per ordinador, la tercera pel·lícula serà només animada per ordinador i no serà un sequel.
El març del 2014, es va ser revelar que Kelly Asbury seria el director de la pel·lícula. L'exploració dels orígens dels Barrufets, la comèdia d'aventures comptarà amb una nova presa en els personatges, amb dissenys i ambients més propers a l'obra creada per Peyo.
La pel·lícula està produïda per Jordan Kerner i coproduïda per Mary Ellen Bauder, mentre que es confirma Asbury com a director. El 14 de juny del 2015, Sony Pictures Animation va revelar Get Smurfy com el títol de la pel·lícula, juntament amb un primer tast de la pel·lícula. Més tard es va retitular Els Barrufets. El poble amagat.

### Càsting
El 16 de gener del 2015, Mandy Patinkin va ser afegit al repartiment de la pel·lícula d'animació i aventura amb la veu del Gran Barrufet, el qual anteriorment la veu era de Jonathan Hiverns en pel·lícules d'acció real/CGI. El 14 de juny del 2015, es va revelar que Demi Lovato seria la Barrufeta, i Rainn Wilson en Gargamel. Des del llençament de Els Barrufets 2 al 2013, dos dels actors de veu dels Barrufets de la franquícia anterior havien mort, Jonathan Hiverns que va fer el paper de Gran Barrufet, i Anton Yelchin, que va posar veu al Barrufet Maldestre.

### Música
L'octubre del 2016, es va confirmar que Christopher Lennertz compondria la banda sonora de la pel·lícula.

El desembre del 2016, es va informar que el cantant Meghan Trainor havia gravat una cançó per la pel·lícula titulada "I'm a Lady", que va ser llançada com a single.

## Estrena
La pel·lícula es va fixar inicialment per ser estrenada el 14 d'agost del 2015, però l'1 de maig del 2014, la data d'estrena de la pel·lícula es va ajornar al 5 d'agost del 2016. El març del 2015, la data de llançament va ser novament postergada al 31 de març del 2017. El març del 2016, la data de llançament va ser ajornada de nou al 7 d'abril del 2017. El 21 de setembre del 2016, es va llançar el tràiler.

## Radiodifusió
| País         | Canal                | Estrena | Llengua |
| ------------ | -------------------- | ------- | ------- |
| Estats Units | Cartoon Network      | 2017    | Anglès  |
| Catalunya    | Canal Super3         | 2017    | Català  |
| Regne Unit   | CITV                 | 2018    | Anglès  |
| Canadà       | YTV CBC              | TBA     | Anglès  |
| Índia        | Cartoon Network Pogo | TBA     | Indi    |